# Hyperolius watsonae
Hyperolius watsonae é uma espécie de anfíbio anuro da família Hyperoliidae. Está presente na Tanzânia. A UICN classificou-a como em perigo crítico.